# Lu Marival
Lu Marival, nome artístico de Lucília Lima Albuquerque (São Paulo, 13 de dezembro de 1913 - São Paulo, 03 de fevereiro de 2000) foi uma importante atriz brasileira das décadas de 1930 e 1940, destacando-se por suas atuações nos filmes da Cinédia.

## Biografia
Lu Marival, nome artístico de Lucília Lima Albuquerque nasceu na cidade de São Paulo, em 13 de dezembro de 1913. Sua mãe era cantora lírica. Ainda muito jovem inicia sua carreira em teatro amador, indo posteriormente estudar na Europa, tornando-se uma virtuose de piano.
Como início da Cinédia, destaca-se ao participar de um dos principais filmes nacionais, Ganga Bruta (1933) , de Humberto Mauro. Ainda em 1933 participaria do filme A Voz do Carnaval, tendo sido eleita a Rainha das Atrizes, em concurso realizado pelo Retiro dos Artistas. 
Após gravar o filme O Brasileiro João de Souza, em 1944, afastou-se da carreira artística. 
Faleceu na cidade de São Paulo em 03 de fevereiro de 2000.

## Filmografia
| Ano  | Título                     | Personagem         |
| ---- | -------------------------- | ------------------ |
| 1933 | Ganga Bruta                | Esposa de Marcos   |
| 1933 | A Voz do Carnaval          | Rainha das Atrizes |
| 1937 | O Samba da Vida            | —                  |
| 1937 | Bombonzinho                | —                  |
| 1944 | O Brasileiro João de Souza | Olga Dicolesco     |

## No Teatro[6]
- 1935 - Deus
- 1935 - Saudade
- 1937 - Anna Christie
- 1937 - Assim... Não É Pecado
- 1937 - O Gosto da Vida
- 1937 - O Hóspede do Quarto Nº 2
- 1937 - Uma Loura Oxigenada
- 1938 - Malibu
- 1938 - O Homem Que Nasceu Duas Vezes
- 1940 - Pertinho do Céu
- 1941 - A Comédia da Vida
- 1941 - Mulheres Modernas
- 1941 - Sonho de Jesus
- 1942 - A Casa Branca da Serra
- 1942 - A Comédia da Vida
- 1942 - A Dama das Camélias
- 1942 - A Mulher Sem Pecado
- 1942 - Caxias
- 1942 - Esquecer
- 1942 - Guerras do Alecrim e da Manjerona
- 1942 - Mulheres Modernas
- 1942 - O Caçador de Esmeraldas
- 1942 - O Homem Que Não Soube Amar
- 1942 -  O Revelão
- 1942 - Ombro, Armas!
- 1943/1944 - Deus